# Maciejowskibibeln

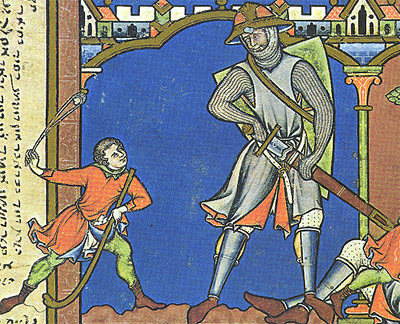
David och Goljat.

Maciejowskibibeln är en rikt illustrerad polsk handskrift av Bibeln, framställd under 1200-talets mitt. Även om målningarna föreställer bibliska händelser, är människorna på bilderna iförda för mitten av 1200-talet tidstypiska dräkter. Bilderna innehåller många intressanta rustningar och vapen.